# Dianthus juniperinus
Dianthus juniperinus ist eine Pflanzenart aus der Gattung der Nelken (Dianthus) innerhalb der Familie der Nelkengewächse (Caryophyllaceae). Die Unterarten sind Endemiten nur auf Kreta.

## Beschreibung

### Vegetative Merkmale
Dianthus juniperinus ist ein Zwergstrauch, der Wuchshöhen von 3 bis 30, selten bis zu 50 Zentimetern erreicht. Die ledrigen Laubblätter sind bei einer Länge von 10 bis 40 Millimetern sowie einer Breite von nur 0,5 bis 3 Millimetern nadelförmig mit spitzem oberen Ende und oftmals mehr oder weniger stark zusammengerollt. Mindestens bei den oberen Blättern sind kräftige Randnerven oder ein dicker Rand vorhanden.

### Generative Merkmale
Die Blütezeit reicht von Juni bis September. Die schirmtraubigen Blütenstände enthalten ein bis zehn Blüten, Die zwittrigen Blüten sind radiärsymmetrisch. Es sind vier bis acht Außenkelchblätter vorhanden; diese sind verkehrt-eiförmig oder manchmal verkehrt-herzförmig. Die sich meist überlappenden Kronblätter sind blass-rosa-, leuchtend rosa- oder purpurrosa-farben, gezähnt mit schwach bärtiger Basis und dunkler Zeichnung.
Die Chromosomenzahl beträgt 2n = 30.

## Vorkommen
Dianthus juniperinus ist auf Kreta endemisch.
Dianthus juniperinus wächst in Kalkfelsspalten in Höhenlagen von 600 bis 1750 Metern.

## Systematik und Verbreitung

### Taxonomie
Die Erstveröffentlichung von Dianthus juniperinus erfolgte 1794 durch James Edward Smith in Transactions of the Linnean Society of London, Band 2, Seite 303.

### Subtaxa und ihre Verbreitung
Je nach Autor gibt es innerhalb der Art Dianthus juniperinus etwa sieben Unterarten:
- Dianthus juniperinus subsp. aciphyllus (Sieber ex Ser.) Turland: Die Blütentriebe sind 11 bis 30 Zentimeter lang.[3] Die Blätter sind bei einer Breite von 1 bis 1,9 Millimetern linealisch. Die Kronblattplatte ist 7 bis 11 Millimeter lang. Dieser Endemit kommt nur im Dikti-Gebirge in Höhenlagen von 800 bis 1700 Metern vor.
- Dianthus juniperinus subsp. bauhinorum (Greuter) Turland: Die Blütentriebe sind 13 bis 30, selten bis zu 50 Zentimeter lang.[3] Die Blätter sind lineal bis lineal-lanzettlich und 1,6 bis 3,1 Millimeter breit. Die Kronblattplatte ist 8 bis 14 Millimeter lang. Dieser Endemit kommt nur im östlichen Teil des Psiloritis und am Giouchtas in Höhenlagen von 500 bis 800 Metern vor.
- Dianthus juniperinus subsp. heldreichii Greuter: Die Blütentriebe erreichen Längen von 6 bis 13 Zentimeter.[3] Die Blätter messen selten 13 bis, meist 15 bis 25 × 0,5 bis 1,4 Millimeter. Die Blüten sind leuchtend rosafarben. Der Kelch ist selten 10 bis, meist 12 bis 13 Millimeter lang. Dieser Endemit kommt nur in den Schluchten des Ost-Teils der Lefka Ori in Höhenlagen von 600 bis 650 Metern vor. Die Chromosomenzahl beträgt 2n = 30.[4]
- Dianthus juniperinus subsp. idaeus Turland: Die Blütentriebe sind von 9,5 bis 13,5 Zentimeter lang.[3] Die Kronblattplatte ist 6 bis 7 Millimeter lang. Dieser Endemit kommt nur am West- und Südrand des Psiloritis[3] in Höhenlagen von 600 Metern vor.
- Dianthus juniperinus Sm. subsp. juniperinus: Die Blütentriebe sind 8 bis 20 Zentimeter lang.[3] Die Kronblattplatte ist 3 bis 4,5 Millimeter lang. Dieser Endemit kommt nur im westlichen Teil der Lefka Ori in Höhenlagen von 1400 bis 1750 Metern vor. Die Chromosomenzahl beträgt 2n = 30.[5]
- Dianthus juniperinus subsp. kavusicus Turland: Die Blütentriebe sind 8,5 bis 10 Zentimeter lang.[3] Die Blätter messen 17 bis 26 × 1 bis 1,3 Millimeter. Der Blütenstand besteht aus neun oder zehn Blüten, die gleichzeitig blühen. Der Kelch ist  selten 13 bis, meist bis zu 14 Millimeter lang. Die Kronplatte ist 6 Millimeter lang. Dieser Endemit kommt nur im Afendis Kavousi in Höhenlagen von etwa 900 Metern vor.
- Dianthus juniperinus subsp. pulviniformis (Greuter) Turland: Die Blütentriebe sind 3 bis 8,5 Zentimeter lang.[3] Die Blätter messen 10 bis 20 × 0,4 bis 0,8 Millimeter. Der Blütenstand ist ein- bis vierblütig. Der Kelch ist 7 bis 9 Millimeter lang. Die Kronblattplatte ist 4 Millimeter lang. Dieser Endemit kommt nur am Kedros und am Krioneritis in Höhenlagen von 500 bis 1500 Metern vor.[3]